# Église Saint-Clément de la Serra
Pour les articles homonymes, voir église Saint-Clément.
L'église Saint-Clément de la Serra est une église préromane et romane ruinée située à Corneilla-de-Conflent, dans le département français des Pyrénées-Orientales.

## Situation
| \| Église Saint-Clément de la Serra \| Situation par rapport aux sites préromans des Pyrénées-Orientales. |
| Église Saint-Clément de la Serra                                                                          |